# Minazuki (tàu khu trục Nhật) (1926)
Minazuki (tiếng Nhật: 水無月) là một tàu khu trục hạng nhất thuộc lớp Mutsuki của Hải quân Đế quốc Nhật Bản, bao gồm mười hai chiếc được chế tạo sau Chiến tranh Thế giới thứ nhất. Được xem là tiên tiến vào lúc đó, những con tàu này đã phục vụ như những tàu khu trục hàng đầu của Nhật trong những năm 1930, nhưng được xem là đã lạc hậu vào lúc Chiến tranh Thái Bình Dương nổ ra; dù sao lớp Mutsuki vẫn được giữ lại ở tuyến đầu nhờ tầm xa hoạt động và kiểu ngư lôi mạnh mẽ mà chúng được trang bị. Minazuki đã tham gia nhiều hoạt động khác nhau cho đến khi bị tàu ngầm Mỹ đánh chìm ngày 6 tháng 6 năm 1944 ngoài khơi Tawitawi.

## Thiết kế và chế tạo
Việc chế tạo lớp tàu khu trục Mutsuki được chấp thuận như một phần của chương trình phát triển Hải quân Đế quốc Nhật Bản sau khi Hiệp ước Hải quân Washington có hiệu lực, và chúng được đặt hàng trong năm tài chính 1923. Lớp tàu này là một phiên bản nối tiếp và cải biến dựa trên các lớp tàu khu trục lớp Minekaze và Kamikaze trước đó, vốn chia sẻ nhiều đặc tính thiết kế chung. Minazuki được đặt lườn tại hãng đóng tàu Uraga Dock Company vào ngày 24 tháng 3 năm 1925, được hạ thủy vào ngày 25 tháng 5 năm 1926 và được đưa ra hoạt động vào ngày 22 tháng 3 năm 1927. Thoạt tiên chỉ được gọi đơn giản là "Tàu khu trục số 28" (第二十八号駆逐艦, Dai-28-Gō Kuchikukan), nó được đổi tên thành Minazuki vào ngày 1 tháng 8 năm 1928.

## Lịch sử hoạt động
Vào lúc xảy ra cuộc tấn công Trân Châu Cảng, Minazuki nằm trong thành phần Hải đội Khu trục 22 thuộc Phân hạm đội Khu trục 5 của Hạm đội 3 Hải quân Đế quốc Nhật Bản, và được bố trí từ Quân khu Bảo vệ Mako tại quần đảo Pescadores trong thành phần của lực lượng Nhật Bản tham gia trận Philippines, trong đó nó giúp hỗ trợ cho cuộc đổ bộ của lực lượng Nhật Bản lên vịnh Lingayen và tại Aparri.
Vào đầu năm 1942, Minazuki được phân công hộ tống các đoàn tàu vận tải đi đến Malaya và Đông Dương cũng như đến Java vào tháng 2. Từ ngày 10 tháng 3 năm 1942, Minazuki được bố trí về Hạm đội Khu vực Đông Nam hộ tống các đoàn tàu vận tải từ Singapore đến khu vực chung quanh Đông Ấn thuộc Hà Lan. Nó quay trở về Xưởng hải quân Sasebo để sửa chữa vào ngày 18 tháng 8, rồi lại gia nhập hạm đội vào ngày 4 tháng 10, tiếp nối các nhiệm vụ hộ tống.
Minazuki được phân về Hạm đội 8 Hải quân Đế quốc Nhật Bản đặt căn cứ tại Rabaul vào ngày 25 tháng 2 năm 1943, và cho đến hết năm đó được phân công nhiều chuyến đi "Tốc hành Tokyo" vận chuyển binh lính trong suốt khu vực quần đảo Solomon. Nó đã cho đổ bộ binh lính trong trận Kolombangara ngày 12 tháng 7 nhưng đã không tham chiến, và bị hư hại nhẹ trong một cuộc không kích gần Shortlands, nên được cho quay về Xưởng hải quân Kure từ tháng 8 đến tháng 9 để sửa chữa. Ngày 13 tháng 9, Minazuki quay trở lại Rabaul, và từ ngày 28 tháng 9 thực hiện việc triệtthoái lực lượng Nhật Bản khỏi Kolombangara. Trong một chuyến đi thứ hai vào ngày 2 tháng 10, Minazuki đụng độ với ba tàu khu trục Mỹ và bị bắn trúng ba quả đạn pháo, nhưng may mắn là cả ba đều tịt ngòi. Trong một cuộc không kích khác vào ngày 12 tháng 10, những hư hỏng từ một quả bom suýt trúng đích khiến cho các tháp pháo số 1 và số 2 không hoạt động, nhưng Minazuki vẫn tiếp tục thực hiện những chuyến vận chuyển "Tốc hành Tokyo" đến Buka và Kavieng thuộc New Ireland cho đến cuối năm. Vào ngày 4 tháng 11, Minazuki vớt được 267 người sống sót sót từ chiếc tàu vận chuyển Kiyozumi Maru bị hư hại.
Sau khi được sửa chữa vào cuối năm, Minazuki tiếp tục các nhiệm vụ vận chuyển "Tốc hành Tokyo" đến Rabaul cho đến cuối tháng 2, rồi được phân công tuần tra chung quanh khu vực Palau trong tháng 3 và tháng 4. Từ ngày 1 tháng 5, Minazuki được phân về Hạm đội Khu vực Trung tâm Thái Bình Dương. Nó hộ tống các đoàn tàu vận tải từ Yokosuka đến Saipan trong tháng 5.
Vào ngày 6 tháng 6, sau khi rời Tawitawi hộ tống một tàu chở dầu đi đến Balikpapan, Minazuki trúng phải ngư lôi phóng từ tàu ngầm Mỹ USS Harder ngoài khơi Tawitawi và bị chìm ở tọa độ 04°05′B 119°30′Đ / 4,083°B 119,5°Đ. Tàu khu trục Wakatsuki vớt được 45 người sống sót, nhưng chỉ huy của Minazuki là Thiếu tá Hải quân Kieji Isobe thiệt mạng cùng với con tàu.
Minazuki được rút khỏi danh sách Đăng bạ Hải quân vào ngày 10 tháng 8 năm 1944.

## Danh sách thuyền trưởng
- Trung tá Shichisaburo Koga (sĩ quan trang bị trưởng): 1 tháng 12 năm 1926 - 22 tháng 3 năm 1927
- Trung tá Shichisaburo Koga: 22 tháng 3 năm 1927 - 1 tháng 12 năm 1927
- Trung tá Sadao Yamada: 1 tháng 12 năm 1927 - 10 tháng 12 năm 1928
- Lực lượng dự bị: 10 tháng 12 năm 1928 - 1 tháng 12 năm 1930
- Thiếu tá Masahiko Matsuda: 1 tháng 12 năm 1930- 2 tháng 11 năm 1931
- Thiếu tá Hiroshi Matsubara: 2 tháng 11 năm 1931 - 1 tháng 12 năm 1931
- Thiếu tá Tadayoshi Narita: 1 tháng 12 năm 1931 - 15 tháng 11 năm 1933
- Thiếu tá Hiroshi Matsubara: 15 tháng 11 năm 1933 - 1 tháng 2 năm 1934
- Thiếu tá Nobuki Ogawa: 1 tháng 2 năm 1934 - 2 tháng 12 năm 1935
- Thiếu tá Takemitsu Narita: 2 tháng 12 năm 1935 - 5 tháng 11 năm 1937
- Thiếu tá Kenma Isogu: 5 tháng 11 năm 1937 - 1 tháng 12 năm 1937
- Thiếu tá Kiyoshi Kaneda: 1 tháng 12 năm 1937 - 8 tháng 1 năm 1938
- Thiếu tá Yasuji Koga: 8 tháng 1 năm 1938 - 20 tháng 10 năm 1938
- Thiếu tá Hideo Kuboki: 20 tháng 10 năm 1938 - 20 tháng 9 năm 1941
- Thiếu tá Toshio Hirayama: 20 tháng 9 năm 1941 - 25 tháng 9 năm 1942
- Thiếu tá Tsuyoshi Fukuyama: 25 tháng 9 năm 1942 - 25 tháng 10 năm 1943
- Đại úy Keiji Isobe: 25 tháng 10 năm 1943 - 6 tháng 6 năm 1944; thăng Thiếu tá 1 tháng 11 năm 1943; tử trận, được truy thăng Trung tá